# 상수시궁
상수시궁(독일어: Schloss Sanssouci)은 독일 프로이센 왕국 호엔촐레른가의 여름 궁전이다. 1747년에 지금의 브란덴부르크 주 포츠담에 세워졌다.
프로이센 왕국의 프리드리히 대왕은 프랑스 문화에 심취하여 볼테르를 비롯한 프랑스의 계몽주의 문인들과 친교가 있었다. 프랑스어로 근심 없는 궁전(프랑스어: Palais de Sanssouci)이란 뜻이며, 베르사유 궁전을 모방한 것이다. 그러나 실내장식은 당시 유행한 로코코 양식의 전형을 보여주고 있다. 그가 프랑스 문인들과 이야기하고 연주회를 개최한 것도 이 궁전에서였다.

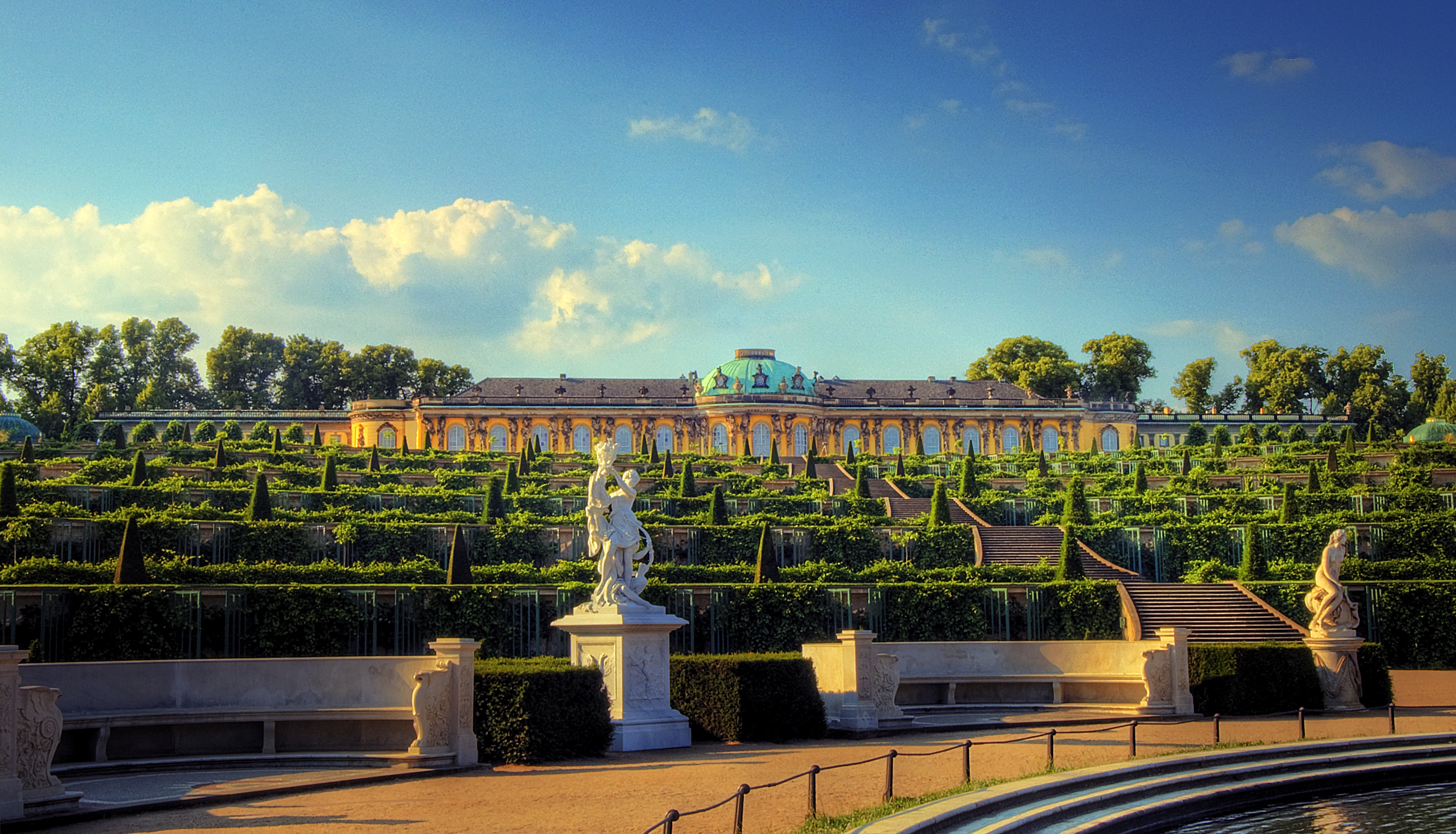
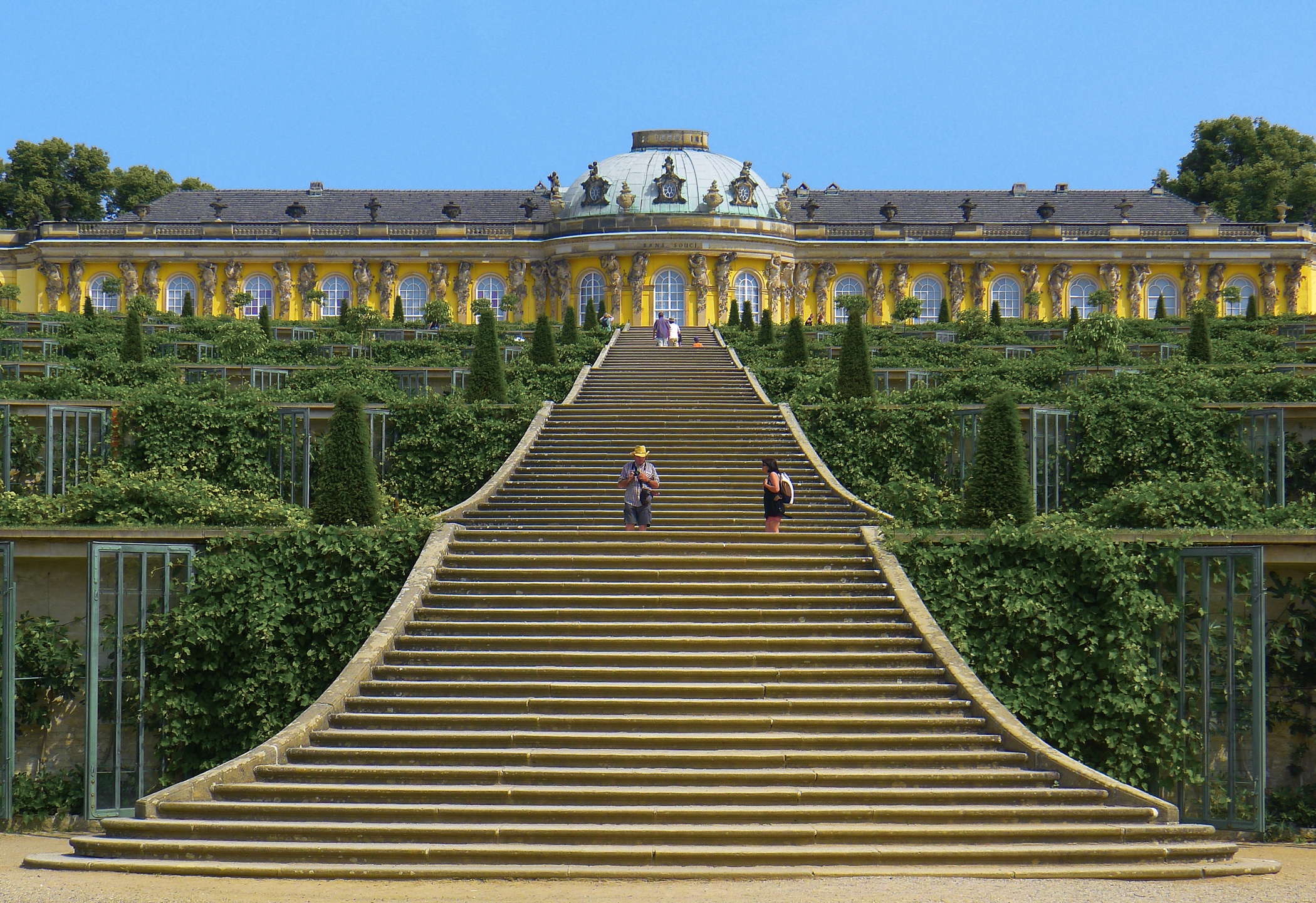
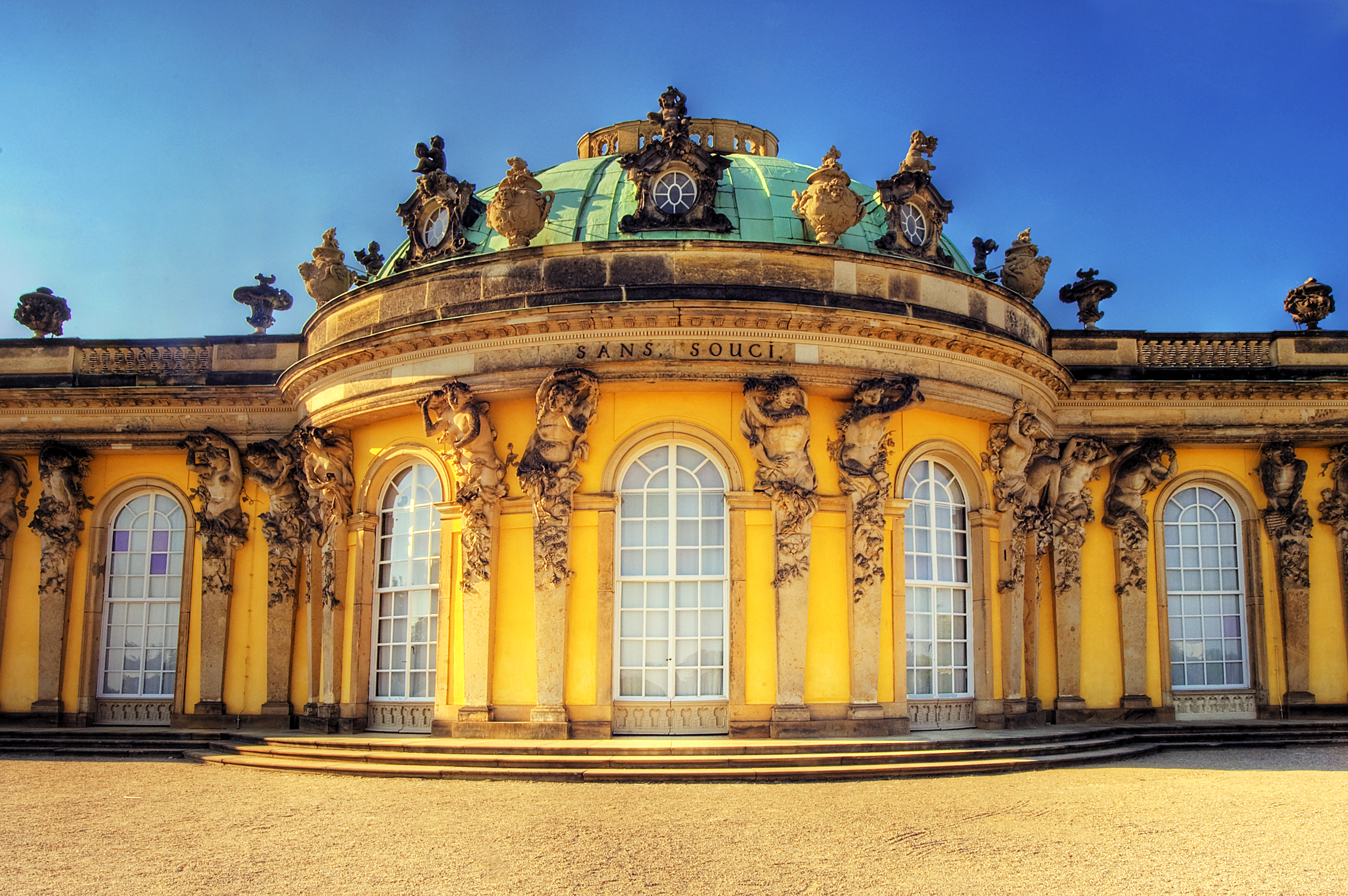
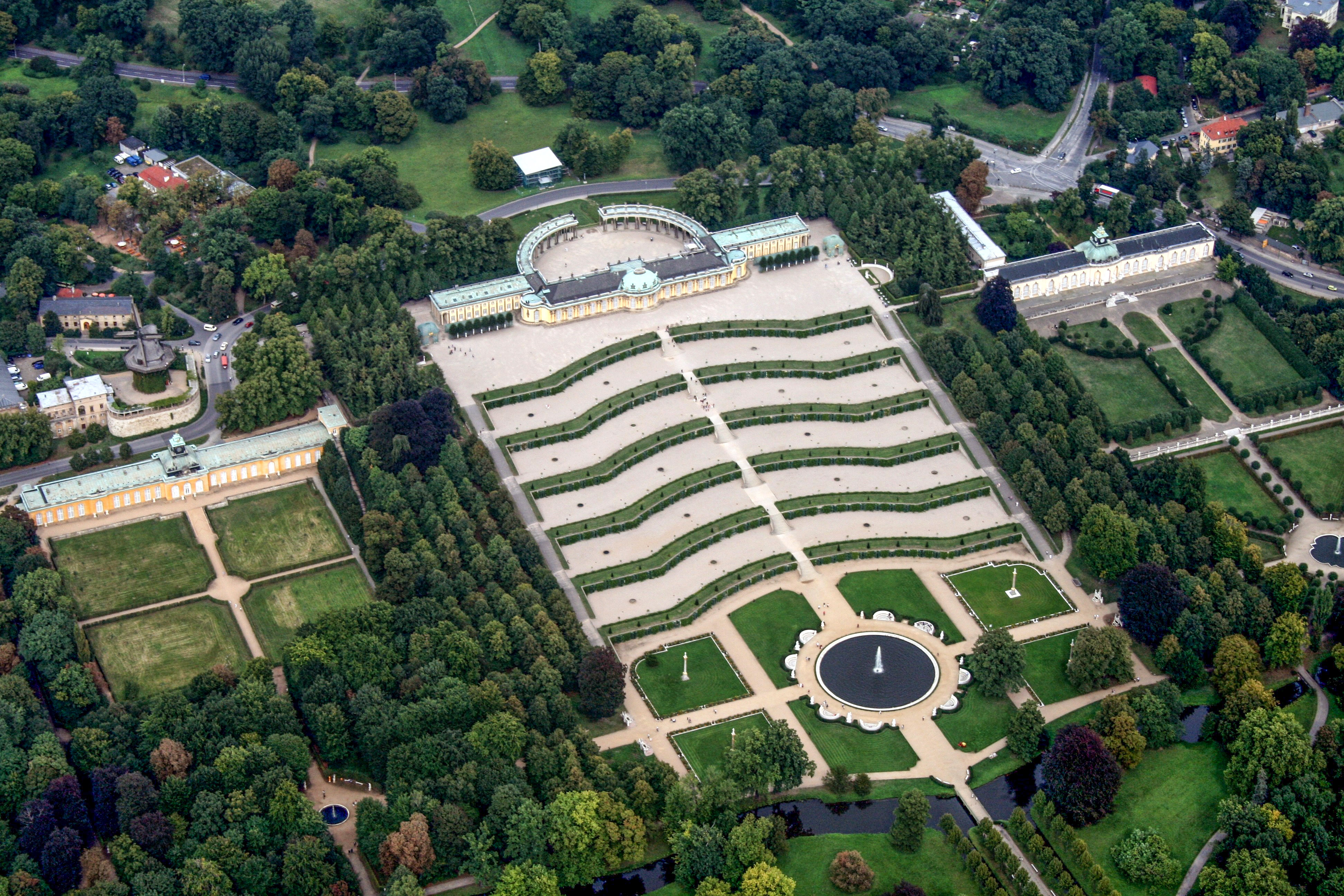

## 같이 보기
- 포츠담과 베를린의 궁전과 공원

## 참고 자료
- 이 문서에는 다음커뮤니케이션(현 카카오)에서 GFDL 또는 CC-SA 라이선스로 배포한 글로벌 세계대백과사전의 내용을 기초로 작성된 글이 포함되어 있습니다.